# Autostrada A4 (Chorwacja)
Autostrada A4 (Autocesta A4) – autostrada w Chorwacji łącząca przejście graniczne z Węgrami Goričan-Letenye  ze stolicą kraju Zagrzebiem, a także poprzez odcinek autostrady A3 i autostradę A1 z wybrzeżem Adriatyku.

## Koncesjonariusz
Hrvatske autoceste d.o.o.

## Pobór opłat
Odcinek autostrady o długości 76 km, od węzła nr 1 Goričan przy granicy węgierskiej do węzła nr 9 Sveta Helena jest płatny, opłata od samochodu osobowego wynosi 47 kun (ok. 27 zł. Pozostały odcinek stanowi część obwodnicy Zagrzebia i jest wolny od opłat. Pobór opłat odbywa się na usytuowanych w ciągu trasy autostrady punktach poboru opłat na początku pierwszego odcinka (Goričan) i przy końcu ostatniego (Sveta Helena) oraz w węzłach na zjazdach z autostrady.

## Droga alternatywna
Początkowy odcinek od przejścia granicznego do pierwszego węzła Goričan jest również bezpłatny i stanowi dojazd do alternatywnej, równoległej do autostrady drogi krajowej D3 Goričan - Zagrzeb - Rijeka.